# Viridis Visconti
Viridis Visconti (Milaan, circa 1352 — Sittich, 1 maart 1414) was van 1365 tot 1379 hertogin-gemalin van Oostenrijk en van 1379 tot 1386 hertogin-gemalin van Binnen-Oostenrijk. 

## Levensloop
Viridis was de derde van zeventien kinderen uit het huwelijk van heer Bernabò Visconti van Milaan en Beatrice della Scala, dochter van heer Mastino II della Scala van Verona. 
Op 23 februari 1365 huwde ze met hertog Leopold III van Oostenrijk, die enkele maanden later zijn broer Rudolf IV opvolgde als hertog van Oostenrijk. Leopold regeerde Oostenrijk samen met zijn broer Albrecht III en in 1379 beslisten beide broers hun gezamenlijk grondgebied onderling te verdelen. Hierbij kregen Viridis en Leopold III Binnen-Oostenrijk (de hertogdommen Stiermarken, Karinthië en Krain), Voor-Oostenrijk en het graafschap Tirol. 
Viridis was mee verantwoordelijk voor de verloving van haar oudste zoon Willem met Hedwig, dochter van koning Lodewijk I van Hongarije. Dit was de eerste poging van het Huis Habsburg om invloed te verkrijgen in het oosten van Centraal-Europa door met erfgenames te huwen. Het huwelijk ging uiteindelijk echter niet door.
In 1386 stierf Leopold III en werd Viridis dus weduwe. Ze stierf in maart 1414 en overleefde drie van haar zes kinderen. Viridis werd begraven in het dorp Sittich in Dolenjska.

## Nakomelingen
Leopold III en Viridis Visconti kregen zes kinderen:
- Willem (1370-1406), hertog van Binnen-Oostenrijk
- Leopold IV (1371-1411), hertog van Binnen-Oostenrijk en Voor-Oostenrijk
- Ernst I (1377-1424), hertog van Binnen-Oostenrijk
- Elisabeth (1378-1392)
- Frederik IV (1382-1439), hertog van Binnen-Oostenrijk en Opper-Oostenrijk
- Catharina (geboren in 1385), abdis in het Sint-Claraklooster van Wenen.